# Ronde van Italië 2025/Elfde etappe
De elfde etappe van de Ronde van Italië 2025 vond plaats op 21e mei. De Ecuadoraan Richard Carapaz won de rit na een late aanval.

## Parcours
De etappe startte in Viareggio. Onderweg waren twee tussensprints in Borgo a Mozzano en Cerredolo en een Red Bull kilometer in Villa Minozzo. Halverwege de etappe lag met de Alpe San Pellgrino een beklimming van de eerste categorie. Later moesten een beklimming van de tweede categorie naar Toano worden gedaan en in de finale van de koers lag de beklimming (tweede categorie) naar Pietra di Bismantova. De finish lag na 186 kilometer in Castelnovo ne' Monti.

## Koersverloop
Dit overzicht is mogelijk incompleet; u kunt helpen door het uit te breiden.

## Uitslagen
| Viareggio – Castelnovo ne' Monti (186 km) |                  |                       |          |
| Plaats                                    | Naam             | Ploeg                 | tijd     |
| Winnaar                                   | Richard Carapaz  | EF Education-EasyPost | 4u35'20" |
| 2                                         | Isaac del Toro   | UAE Team Emirates-XRG | + 10"    |
| 3                                         | Giulio Ciccone   | Lidl-Trek             | z.t.     |
| 4                                         | Tom Pidcock      | Q36.5                 | z.t.     |
| 5                                         | Egan Bernal      | INEOS Grenadiers      | z.t.     |
| 6                                         | Antonio Tiberi   | Bahrain Victorious    | z.t.     |
| 7                                         | Juan Ayuso       | UAE Team Emirates-XRG | z.t.     |
| 8                                         | Einer Rubio      | Movistar              | z.t.     |
| 9                                         | Derek Gee        | Israel-Premier Tech   | z.t.     |
| 10                                        | Diego Ulissi     | XDS Astana            | z.t.     |
|                                           |                  |                       |          |
| 14                                        | Thymen Arensman  | INEOS Grenadiers      | z.t.     |
| 67                                        | Sylvain Moniquet | Cofidis               | + 13'11" |

| Algemeen klassement |                 |                         |            |
| Plaats              | Naam            | Ploeg                   | Tijd       |
| Roze trui           | Isaac del Toro  | UAE Team Emirates-XRG   | 38u47'01"  |
| 2                   | Juan Ayuso      | UAE Team Emirates-XRG   | + 31"      |
| 3                   | Antonio Tiberi  | Bahrain Victorious      | + 1'07"    |
| 4                   | Simon Yates     | Visma \| Lease a Bike   | + 1'09"    |
| 5                   | Primož Roglič   | Red Bull-BORA-hansgrohe | + 1'24"    |
| 6                   | Richard Carapaz | EF Education-EasyPost   | + 1'56"    |
| 7                   | Giulio Ciccone  | Lidl-Trek               | + 2'09"    |
| 8                   | Brandon McNulty | UAE Team Emirates-XRG   | + 2'16"    |
| 9                   | Adam Yates      | UAE Team Emirates-XRG   | + 2'33"    |
| 10                  | Thymen Arensman | INEOS Grenadiers        | z.t.       |
|                     |                 |                         |            |
| 78                  | Quinten Hermans | Alpecin-Deceuninck      | + 1u04'08" |

1e etappe ·
2e etappe ·
3e etappe ·
4e etappe ·
5e etappe ·
6e etappe ·
7e etappe ·
8e etappe ·
9e etappe ·
10e etappe ·
11e etappe ·
12e etappe ·
13e etappe ·
14e etappe ·
15e etappe ·
16e etappe ·
17e etappe ·
18e etappe ·
19e etappe ·
20e etappe ·
21e etappe
Startlijst · Eindstanden · Afbeeldingen